# T-4偵察機
T-4，或計畫100（俄語：изделие 100，英語　Project 100），或畝式（俄語：сотка；英語 Sotka），為前蘇聯超音速偵查／攔截／打擊機。不過由於受限當時技術與材料限制，加上製造經費有如天文數字，因此完成原型機並且進行少數試飛以後，整個計畫就被取消，T-4也就被改為靜態展示機種。由於當初計畫編號為一百號，因此也被誤稱為Su-100。事實上SU-100為蘇聯在二戰期間以T-34坦克為底盤開發出來的驅逐戰車。T-4因其研发费用高昂，被苏联内部戏称为“黄金鸟”或“会飞的100吨黄金”。

## 簡介
1960年代美國空軍研發出XB-70女武神式超音速轟炸機與A-11（A-12偵察機，也就是後來的SR-71黑鳥式偵察機）之後，由於前兩者的高速高空突穿能力對蘇聯空軍造成極大的威脅，因此促動蘇聯軍方提出新的機種需求，要求新的機種能夠達成攔截前兩者。稍後蘇聯空軍又將任務需求修改成新的機種要能夠完成戰略性偵查與對地面重點目標打擊；至於SST（超音速運輸）的需求也在同時被搬上檯面提出討論，並且合併到新的計畫中。
由於以偵查與攔截作為優先考量，以至於T-4的研發設計以XB-70作為參考，並且“借用”XB-70上所獲得的航太方面的成就；這樣的設計導致有人對於T-4一直有抄襲XB-70的認为，也認为T-4是轟炸機，與XB-70是相對的競爭者。实际上T-4设计时已了解到XB-70脆弱的构架软壳结构，因而走上了米格-25的老路，不惜工本以密集的焊缝制成半硬壳结构，也因此导致成本在苏式武器中罕见的高昂，被戏称为“黄金鸟”或“会飞的100吨黄金”；且预料到XB-70过于单薄，T-4一开始就设计的较紧凑，长度约为XB-70的70%，最终成品的空重、最大起飞重量正好为XB-70的一半；果不其然，在1966年1月蘇霍伊設計局递交了初始设计后5个月，XB-70原型机二号在拍摄宣传材料过程中，发生撞机事故后陷入低速尾旋，过于宽大的机翼竟然左翼完全折断。
而相较1959年9月23日被取消的北美航空長程攔截／護航XF-108長劍式戰鬥機（Rapier），T-4又比XF-108重一倍有余。美国对XB-70+XF-108组合的定位，是远程战略轰炸机+远程截击/护航机。T-4的体量与同期图波列夫设计局的Tu-22M接近重合，设计时也被要求能投掷Kh-45对地、对海核导弹，定位更倾向战略轰炸/远程攻击（定点目标），后经综合性能考虑苏军选择了更现实的Tu-22M1/2/3并大量制造。不过T-4在蘇聯航空史上佔有航太實驗性先驅的地位，一些制造工艺及技术被用于下一代军机。

## 發展
首先要從Project 100/Sotka這個名稱開始解釋。
100計畫是因為100在俄文中叫做「Sotka」，因此就被西方情報機構稱為「畝」（100m²的意思）。不過俄國人自稱它為100的原因是因為基本上這架偵查／攔截機就被預期最大起飛重量達到100噸以上；實際上達到110,000 kg (243,000 lb)。不過這個重量來自於蘇霍伊設計局設計師之間的激烈爭吵之後的結論；其中一派認為機體構造採用鋁製，空速達到2馬赫即可；另為一派認為空速必須達到3馬赫，而在這樣的速度下能夠承受劇烈的震動與機體還有空氣之間摩擦產生的高溫的材料和結構只有鈦與不鏽鋼，另外再加上線傳飛控協助操控。從這點來看，沒有T-4的實驗就沒有蘇-27戰鬥機在線傳飛控上的實際運用層面。
劇烈的爭吵到1963年1月產生了結果；軍方提出一項新的要求，飛機必須在不含外掛式副油箱能夠在高空中達到6,000km的航程。除了蘇霍伊設計局之外，圖波列夫設計局以及雅克列夫設計局也一起參與設計競標。除了T-4之外，圖波列夫設計局奉上Tu-135，雅克列夫設計局呈上Yak-33。
Yak-33實在小的可以，相當於英國航太的TSR-2轟炸機等級，也完全沒達到需求；Tu-135的外觀與XB-70相當接近，鋁合金機身，但是空速只能達到2.35馬赫；唯一在這場不是很精采的競爭中，T-4以空速達到3馬赫與“毫無妥協”的外觀在3個月後雀屏中選。令人詫異的是，這個案子儘管還在紙上作業階段就被圖波列夫設計局批評，甚至連蘇霍伊設計局副局長葉夫格尼·伊凡諾夫（Yevgenii Ivanov）也都跳出來替批評背書。這些設計處與設計局的大頭頭們都一致看衰軍方這一項強制性的企劃案會將能夠執行這項任務的戰術型戰機硬生生地拉進無邊無際的戰略汪洋中。
從1月起開始到往後的18個月中，反對者雖然恆反對之，不過發展設計處旗下301局拉沃契金（拉沃奇金設計局；OKB-301）設計局與其工廠負責協助T-4的研製，OKB155-2設計局與DMZ工廠（位於莫斯科州的火箭工廠，負責T-4風阻設計與研究；該廠隨後與MKB Raduga“彩虹”航太設計局合作）被指定為蘇霍伊設計局的分處；位於圖西諾（Tushino）的工廠負責處理原型機的維修。VVS（Военно-воздушные силы， Voenno-Vozdushnye Sily，蘇聯空軍的簡稱）其中一個特別委員會對整個企劃案從5月23日到6月3日進行深入的了解；另一個委員會則從1964年2月到5月之間針對細節的部分進行探討。同時在這一段期間，一個實體風洞隧道也就在位於直屬中央聯邦管區莫斯科州的中央航空流體動力學院（TsAGI；這個學院大約相當於美國國家航空諮詢委員會）落成。
整個設計最後由國立飛行器技術委員會（GKAT）於1964年六月進行審查，並於同年10月通過核可。不過整個案子雖然不算是以老牛拖車的速度在持續進行，不過到目前為止，T-4就像是個長太大太快的小孩，原來指定配屬的土曼司基（Tumansky）R-15BF-300發動機與簇貝茲（Zubets）RD-17-15發動機都不足以提供T-4舉升力，所以換成4具柯列索夫（Kolesov）RD-36-41發動機。1965年的時候又做了一次設計上的變更，敖仿XB-70的結構，把兩對發動機往機身靠近，如此機翼大樑可以變的縮短粗大，而非加長，能有效降低主翼厚度。實體模型從1966年1月17日到2月2日進行審查；許多武器與電戰筴艙（包括外掛式）也紛紛出爐，武器中其中重達1,500kg／枚威力強大的Kh-45核子彈頭导弹，以及Kh-2000飛彈（MKB Raduga）也是許多選項之一。
所有初步的設計到了6月都紛紛塵埃落定；第一個飛行體設計為101號，靜態測試樣本為100S號；102號由於具有改良過的複合合金結構，所以預定用作測試飛行與攻擊系統；103號與104號用來測定炸彈與飛彈的實彈測試；105號作為電戰筴艙的整合平台；106號用來純粹作為測試偵查／打擊的系統。

## 測試
1971年12月30日，黑色101號從圖西諾廠轉移到茹科夫斯基試飛場（Zhukovsky test airfield），但是一直到隔年的4月20日試飛人員才就位；試飛飛行員為弗拉基米爾·伊留申（就是著名設計谢尔盖·伊留申的兒子；很諷刺的是這個作兒子的一直為他父親的競爭對手蘇霍伊設計局服務，從來沒有幫過父親的忙），領航員為尼可拉·阿伏尤羅夫（Nikolai Alfyorov）。至於一直到1972年8月22日，這隻大鐵鳥才真正一飛沖天。
第一次到第五次試飛的時候起落架都沒有收起，所以飛行速度其實一直到1973年8月8號第九次試飛才突破1.28馬赫。T-4可以說是一架健全的飛機，除了小毛病難免之外沒有什麼大問題；除了一些液壓的小毛病與機尾的油槽需要一片耐熱鋼板之外。

## 結局
蘇聯空軍要求在1975年以前在位於喀山全球最大的飛機製造廠能夠生產250架，這是否算是“獅子大開口”不得而知，不過這項需求足夠讓高層之間吹鬍子瞪眼睛拍桌子對罵，因為有許多高階軍官認為蘇聯欠缺足夠的支援戰機，而且也認定花大錢製造T-4不會比XB-70便宜到哪裡去。所以直到P. V. 迪門耶夫（P. V. Dementyev）將軍告訴當時擔任蘇聯國防部長的安德烈·格列奇科（Andrei Grechko）元帥，「只要你能放棄T-4，你的MiG-23要多少有多少」（另一說法是以發展Tu-22M逆火戰略轟炸機作為取消發展T-4的交換條件），T-4的命運就此抵定。
黑色101號在1974年1月22日飛了最後一趟試飛，讓總飛行時數登記到10個小時又20分鐘；本來102號已經準備好振翅欲飛，前往莫斯科國立航空大學報到；103與104號機最後被當廢鐵拆除。回想到1967年的時候，蘇霍伊設計局早已經著手進行完全重新以及先進的重大設計，就是T-4MS，或者稱為200計畫；然而隨著100計畫的終止，這些紙上作業與整個無與倫比的計畫就淪為廢紙，或者運氣好的話會被有心的設計師收到某一個檔案櫃中然後被遺忘。
1982年黑色101號原型機被遷移到莫斯科以東36公里的莫尼諾（莫尼诺）中央空軍博物館（Central Air Force Museum；莫尼諾機場／Monino Airfield）展示。至於喀山工廠則重起爐灶生產有名的Tu-22M逆火戰略轟炸機與Tu-160海盜旗戰略轟炸機。

## 附記

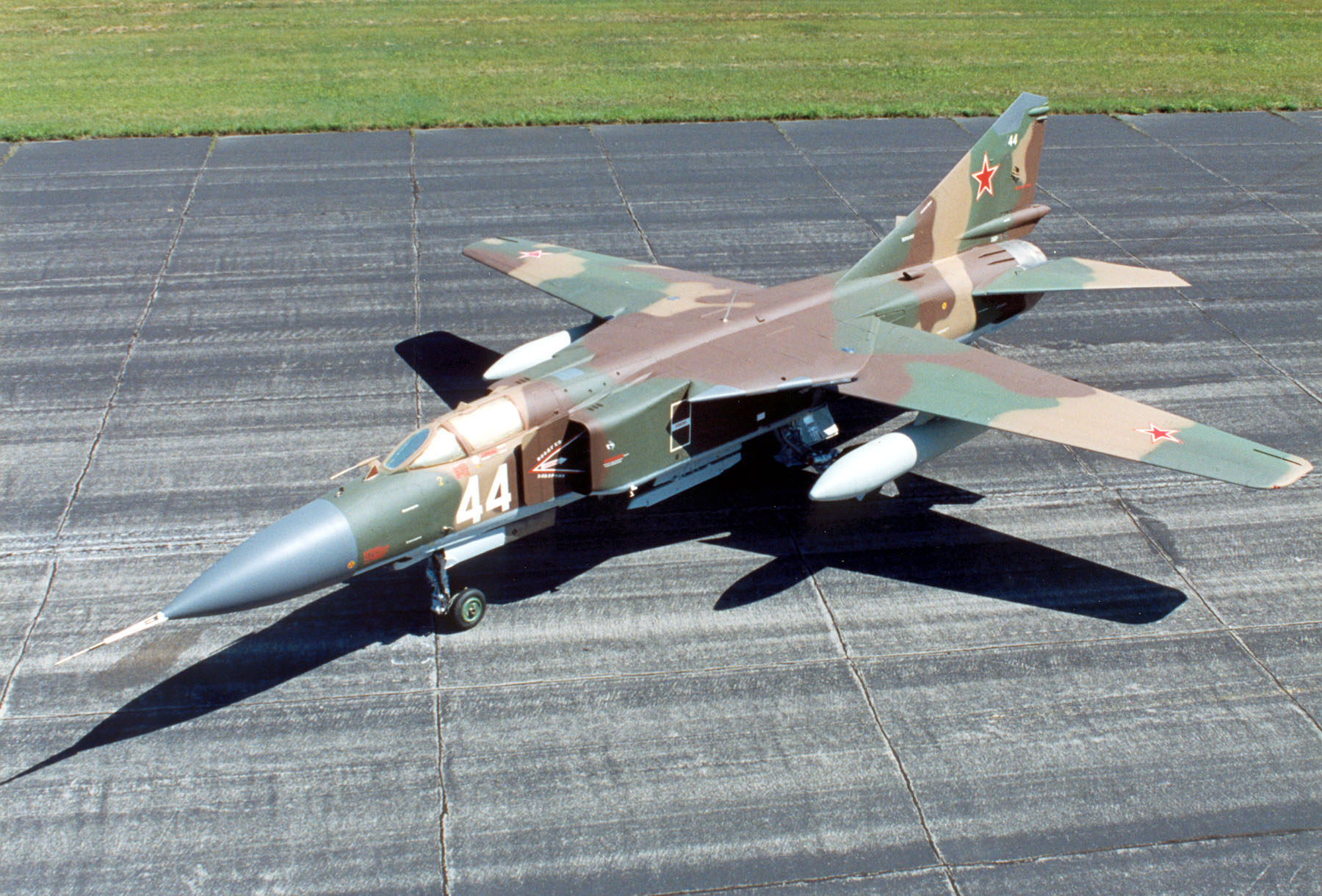
米格23戰鬥機K型

原先提到T-4具備三馬赫的高速，甚至有著“毫無妥協”的外觀，關於外觀的部分上不論是XB-70也好，協和式客機也好，甚至Tu-144，都與T-4的外觀大同小異。然而其中比較有趣的現象是，儘管這四種高速飛型機種都有可變式機首的設計，飛行員先將機鼻向下收縮，以便能夠進行進場落地的程序；等到起飛後飛行到巡航高度時在將機鼻向上收起以減少空氣阻力。
這個動作只有T-4能夠完全執行，也就是說當T-4的飛行員將機鼻向上收起之後，飛行員也就完全失去了對前方的視野，而必須借助類似潛艇使用的潛望鏡才能看見前方的視野。像這樣的設計應該也只有T-4獨有。
根據Weapons of Mass Destruction (WMD)（页面存档备份，存于）的圖片顯示，T-4的體積大約只有XB-70女武神的70%，以這樣來推算，體積小亦即載彈量也少，加上造價昂貴，難怪整個計畫最後被Tu-22M，甚至是Mikoyan-Gurevich MiG-23所取代。